# هاید ۲۲۸۵۷
سیارک ۲۲۸۵۷ (به انگلیسی: 22857 Hyde، نامگذاری:1999RJ143) بیست و دو هزار و هشتصد و پنجاه و هفتمین سیارک کشف شده‌است که در ۹ سپتامبر ۱۹۹۹ کشف شد.
قدر مطلق سیارک برابر ۱۱.۷ است.